# Marcus Miller
Marcus Miller (* 14. června 1959, Brooklyn, New York) je jazzový hudebník, skladatel, producent a multiinstrumentalista. Proslavil se jako baskytarista, ale hraje také na basklarinet, klávesy, saxofon a kytaru. Příležitostně i zpívá. Během své hudební kariéry spolupracoval s trumpetistou Milesem Davisem, zpěvákem Lutherem Vandrossem či saxofonistou Davidem Sanbornem.

## Diskografie

### Sólová kariéra - od roku 1982 do současnosti
- 1983 Suddenly
- 1984 Marcus Miller
- 1993 The Sun Don't Lie
- 1995 Tales
- 1998 Live & More
- 2000 Best of '82-'96
- 2001 M² (2002 Cena Grammy pro nejlepší soudobé jazzové album)
- 2002 The Ozell Tapes
- 2005 Silver Rain
- 2007 Free
- 2008 Marcus
- 2008 Thunder (jako SMV, společně s Stanley Clarkem a Victorem Wootenem)
- 2010 A Night in Monte Carlo - Live 2009 (Dreyfus Jazz)
- 2012 Renaissance
- 2015 Afrodeezia

### Období sDavidem Sanbornem(1975–2000)
- 1977 Lovesongs
- 1980 Hideaway
- 1980 Voyeur
- 1981 As We Speak
- 1982 Backstreet
- 1984 Straight to the Heart
- 1987 Change of Heart
- 1988 Close-Up
- 1991 Another Hand
- 1992 Upfront
- 1994 Hearsay
- 1995 Pearls
- 1996 Songs from the Night Before
- 1999 Inside

### Období sMilesem Davisem(1980–1990)
- 1981 The Man with the Horn
- 1981 We Want Miles
- 1982 Star People
- 1986 Tutu (album)|Tutu
- 1987 Music From Siesta
- 1989 Amandla (album)|Amandla

### Ve skupiněThe Jamaica Boys(1986–1990)
- 1987 The Jamaica Boys
- 1989 The Jamaica Boys II: J. Boys